# Ромофобія
Ромофобія (також антироманізм, антициганські настрої чи антициганізм) — гостра форма соціальної антипатії стосовно осіб ромської народності. Прояви неприйняття, страху, агресії, осуду, щодо ромів. Засудження їхнього способу життя, соціальної поведінки. Намагання уникати зустрічей, спілкування, фізичного та соціального контакту з ромами, незалежно від їхнього віку, статі, суспільного статусу, зовнішнього вигляду, освіти, роду занять.

## Ромофобія, як дискримінаційне явище
|  |  |  |  |

Ромофобія є специфічним і особливим проявом ксенофобії. Характеризується і виражається у суспільній взаємодії більшістю ознак, притаманних ксенофобії, однак, тільки чи особливо стосовно людей ромської народності.
Явище «ромофобії» виникло у соціумі у останні кілька десятиліть. Особливо розвинулося і зазнало явних проявів на практиці у роки незалежності України. Виникнення ромофобії характерне для мікросоціумів, які у силу історичних, суспільних та інших причин контактують з ромами у місцях їхнього компактного проживання. Такими є міста і села України, де роми мешкають, переважно, таборами. Зазвичай — на околицях міст чи сіл. Особливо яскраво вираженою ромофобія є на Закарпатті. За офіційним переписом, у Закарпатті мешкає 14 тисяч ромів. За твердженням соціологів, їх понад 45 тисяч. Це третина усіх ромів України. І мешкають вони на території однієї з найменших областей у країні.
124 селища — така кількість населених пунктів в Закарпатській області, в яких компактними групами проживають етнічні роми. Переважно, це стаціонарні табори, розташовані в передмістях і селищах. Чим більший табір — тим легше його мешканцям вести свій побут і виживати, як, наприклад, у повністю ромському селі Собатино Іршавського району. Ромські табори розташовані поблизу чи у межі міст Ужгород, Мукачево, Берегово, а також у присілках більшості закарпатських сіл низинних районів: Ужгородського, Виноградівського, Берегівського, Мукачівського, Іршавського.
Через стереотипи чимало громадян України різних національностей схильні вважати, що роми вміють тільки красти, ворожити, жебрати, співати і танцювати. Але ці стереотипи є тільки вершиною айсберга під назвою «ромофобія». Проблема набагато глибша і коріння її залягає ще у процесі виховання дітей неромських національностей. Саме тут закладаються цеглини фундаменту, на якому базується неприйняття ромів у різноманітних його формах.
В той же час, ось вже більше тисячі років представники цієї нації зберігають свою мову, культуру і традиції. А вчені досі не можуть зрозуміти як, незважаючи на кочовий спосіб життя, ромському народу вдалося зберегти національну самобутність. Музичне мистецтво ромів, особливо виконання народних пісень, широко відоме в усьому світі. Саме ця сторона народної творчості принесла ромам всесвітню славу.

## Зображення ромів у фольклорі
Роми фігурують ще у древніх казках, піснях та інших формах народної усної творчості як негативний персонаж. Про це свідчать і назви казок.
- Як циган учив панського пса сливи їсти;
- Про цигана і чорта

Як бачимо, ром тут ототожнюється з нечистою силою, виглядає її компаньйоном. У інших назвах ром протиставляється персонажеві неромської національності, виглядаючи навіть як не людина:
- Циган та чоловік (Українська народна казка).

Якщо зазирнути у сюжети цих казок, то побачимо, що ром тут виглядає як украй негативний, або ж, принаймні, комічний персонаж.
У інших казках роми наділяються надзвичайною силою приручати диких тварин, або ж знатися з нечистою силою. — Медвідь обганяє мухи з цигана.
Часто їм приписують знання магії, ворожіння чи володіння надприродними здібностями.
Варто пригадати також народні приказки та примовляння. «Брудний як циган», «Хитрий як циган». Дітей, які упіймані на вживанні лайки чи іншої табуйованої лексики, часто докоряють «говориш як циган». До нечупарних дівчат кажуть «ти така як циганка».
Подібних прикладів у фольклорі, побуті, щоденній лексиці сотні і тисячі і немає можливості їх всі наводити тут. Наведених же прикладів достатньо, щоб переконатися — корені неприйняття ромів мають глибоке історичне коріння. Саме з цих коренів виросла велика соціальна проблема, яка вродила свої плоди у сьогоденні.

## Народність чикастанедоторканих?

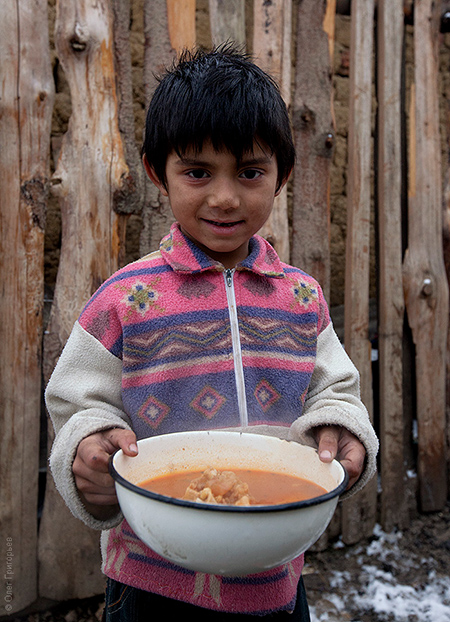
Ромський хлопчик (Мукачево)

Їхнє коріння сягає Індії, та сьогодні ця група проживає у багатьох країнах світу — в Європі, Близькому та Середньому Сході, Північній Африці та в країнах обох Америк. В Україні про них вперше згадали на початку 15 століття, а їхні перші поселення були в місті Ужгороді, в Бессарабії та в Криму.
Колись їм був заборонений навіть вхід у місто. Цигани (Цигани в Україні) таборувалися на околицях міст. Тільки окремі люди наважувалися з ними мати якусь справу: чи роботу якусь невдячну давали, чи вели нехитру торгівлю… І весь час пильнували, аби циган чи циганка не пошили їх у дурні чи не обікрали.
Це тавро залишилося на ромах до сьогодні. Наче на людей з касти недоторканих, на них дивляться скрізь на Закарпатті, та й в Україні в цілому. Циганами нерідко лякають неслухняних дітей «порядні» мами, не розуміючи, що цим вони тільки докидають дров до багаторічної ворожнечі та неприйняття «не таких» циган.
З огляду на вищевикладене, доцільно твердити, що «ромофобія» є видом агресивного неприйняття, неприязні і ненависті до ромського населення, як до об'єкта свого страху. Це саме те, що відчувають люди стосовно ромів, які живуть серед нас. Як результат свого ірраціонального страху, вихованого багатьма чинниками — від фольклору, історичної відносності і аж до випусків новин, де участь осіб ромської національності підкреслюється особливим чином, люди починають ненавидіти ромів, і намагаючись позбутися свого страху, вони починають позбуватися самих ромів. Уникати їх, боятися, відділятися, намагатися не контактувати, а при вимушеному контакті поводити себе агресивно. Як і в будь-якій іншій неприємній ситуації, всі борються з наслідками, а не шукають причини.
Як зазначають працівники Благодійного фонду «Розвиток», які багато уваги приділяють ромам та вирішенню їх проблем (по проекту «Посилення правових можливостей бідних верств населення та ромського населення в м. Мукачево» за підтримки Міжнародного фонду «Відродження»): .."Статус ромського населення в Україні, як меншини, нічим не відрізняється від статусу представників інших національних меншин, що проживають на території України і зокрема на Закарпатті. Жоден законодавчий або нормативний акт не містить обмежень для ромів або їх фундаментальних прав: на життя, фізичне і психічне здоров'я, вільне пересування, сімейне та приватне життя, освіту, працю та соціальний захист, а також — на право обирати і бути обраними . Роми володіють такими ж правами і свободами, якими володіють всі національні меншини, і це гарантується законодавством України".

## Наслідки «Ромофобії»

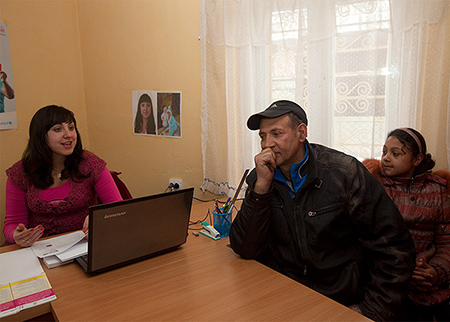
Надання безкоштовної юридичної допомоги ромам в Мукачівському правозахисному центрі

Соціальна та правова ізоляція ромського населення, викликана незнанням, нерозумінням і, як наслідок, обмеженістю у використанні своїми правовими можливостями. Відсутність доступу до інформації про свої права, до нормальної функціонуючої системи правосуддя, а також до належної правової допомоги призвело до неможливості ромського населення покращити свої життєві умови. Крім того, ромське населення не має реальної власності, не знає, як правильно узаконити цю власність та як розпорядитися своїм майном.
Проблема соціально-правового захисту ромського населення є найбільш яскравою. Через критично низький рівень освіти і інформованості, ромське населення повністю дезінтегроване від нормального життя. Переважна більшість ромського населення є безграмотним або мають початковий рівень освіти. Адже, згідно статистики, сьогодні початкову освіту здобувають тільки 20-30% дітей-ромів, а більша частина взагалі не закінчує школу. Щодо вищої освіти — її здобувають одиниці. Але ж без елементарних документів діти не можуть йти в дитячі садки і школи, а без паспортів, дорослі люди не можуть влаштуватися на роботу. Більшість ромів не розуміються на тому, як і де оновити свої життєво необхідні документи, тому залишаються цілковито у замкнутому колі.
Як свідчать дослідження соціологів, проведені у рамках проєкту «Регіональна толерантність, ксенофобія і права людини в 2012 році», здійсненого «Київським міжнародним інститутом соціології (КМІС)» на замовлення Інституту прав людини, протидії екстремізму і ксенофобії (IHRPEX)", латентна ксенофобська установка в українському суспільстві присутня щодо багатьох народів. Утім, як показали дані соцопитування, найбільша соціальна дистанція спостерігається щодо представників ромської національності, чорношкірих, азіатів і арабів. Саме щодо цих груп існує латентна ксенофобська установка. Для Західного макрорегіону характерні виражені ксенофобські установки щодо арабів, чорношкірих, кримських татар і євреїв. Для Східного макрорегіону характерне неприйняття азіатів, арабів, а також представників західноєвропейської та атлантичної національно культурного групи (німців, французів, американців, канадців).
При цьому, більшість українців категорично засуджує расову, етнічну та національну дискримінацію як інструмент в руках політиків. 65% опитаних вважають, що політики повинні нести відповідальність за дискримінаційні висловлювання. 24,9% вважають, що дискримінаційні висловлювання є неприпустимими, але не мають каратися. 4,3% вважають, що пересічні громадяни мають право на подібні вислови, а політики ні. 5,8% респондентів вважають дискримінаційні висловлювання одним з проявів свободи слова.
Соціологи ж характеризують міжетнічні, міжрасові і міжнаціональні відносини в українському суспільстві як помірно відчужені.
Дослідження Київського міжнародного інституту соціології за 1994–2010 роки включно, свідчать також про негативну динаміку відчуженого ставлення українців до ромів в останні кілька років. Соціологи повідомляють, що рівень ксенофобії в Україні постійно зростав з 1994 до 2008 року, але у 2009 та 2010 році намітилися ознаки деякої стабілізації ситуації (рівень ксенофобії навіть дещо знизився). Водночас у КМІС зауважили, що є такі національні групи, до яких ставлення українців змінювалося більш різко. Наприклад, дуже нестабільне та поступово погіршується ставлення до циган та афроамериканців. Погіршується також ставлення до євреїв — найменший рівень толерантності до цієї етнічної групи спостерігався у 2007 році.

## Публікації
- Соціалізація ромів на прикладі роботи громадських активістів у таборів міста над Латорицею
- Програма «Рома України» Міжнародного фонду «Відродження»
- Радіо Свобода: Табір шукає роботу: чим живуть роми в Україні
- Доповідь Європейського центру з прав ромів та МБО Чіріклі[недоступне посилання з липня 2019]
- Історія покинутого ромського хлопчика